# Клуб студената технике
Клуб Студената Технике (скраћено КСТ) је клуб - дискотека у Београду у згради техничких факултета - Архитектонског, Електротехничког и Грађевинског.
Незванично, почео је са радом 1952. године, као клуб студената Архитектонског, Грађевинског и Електротехничког факултета, смештен у лабораторији ради у паузама између вежби. Две године касније, 24. фебруара 1954. клуб добија име и званични статус, признањем директно од ректората Високе техничке школе. Наредних десетак година клуб функционише аматерски, као и већина клубова у то време и већину времена посетиоци проводе играјући шах. Од 1962. крећу праве промене и почиње се са организацијом културног, спортског и забавног живота студената, укључујући и предавања познатих личности, игранке итд.
КСТ гради свој имиџ до 1969. када прави велики бум на културно-забавној сцени Београда отварањем дискотеке, у којој се развијају прави самоуправни односи, деле задужења као и одговорности, а све то, у организацији студената. У наредним годинама клуб стиче значајан углед.
КСТ наставља са радом наредних тридесет година, организујући традиционалне Предновогодишње маскенбале (културолошки феномен града), пешачке релије, квизове, трибине и предавања, изложбе, пројекције филмова са ФЕСТ-а, концерте најзначајнијих бендова у земљи, па чак и позоришне представе. Неки од тренутних организатора већих културно-музичких дешавања у Београду, а и шире, некада су били радни људи клуба.
Осамдесетих и деведесетих година КСТ постаје једно од најважнијих концертних места Београда, а у њему су своје прве свирке у Београду направиле неке од најчувенијих група тог доба, између осталих и Партибрејкерс и Бјесови. У клубу су снимљени бројни живи албуми разних југословенских и српских група.
Данас познат по тематским вечерима и сталном програму као једно од омиљених места за излазке београдске „алтернативне“ омладине која жели да избегне скупа и помодна места и ужива у тврђем звуку гитарске музике. Од 2003. године такође постаје познат и по врло посећеним вечерима популарне диско музике и музике 80их година.